# Lamassu

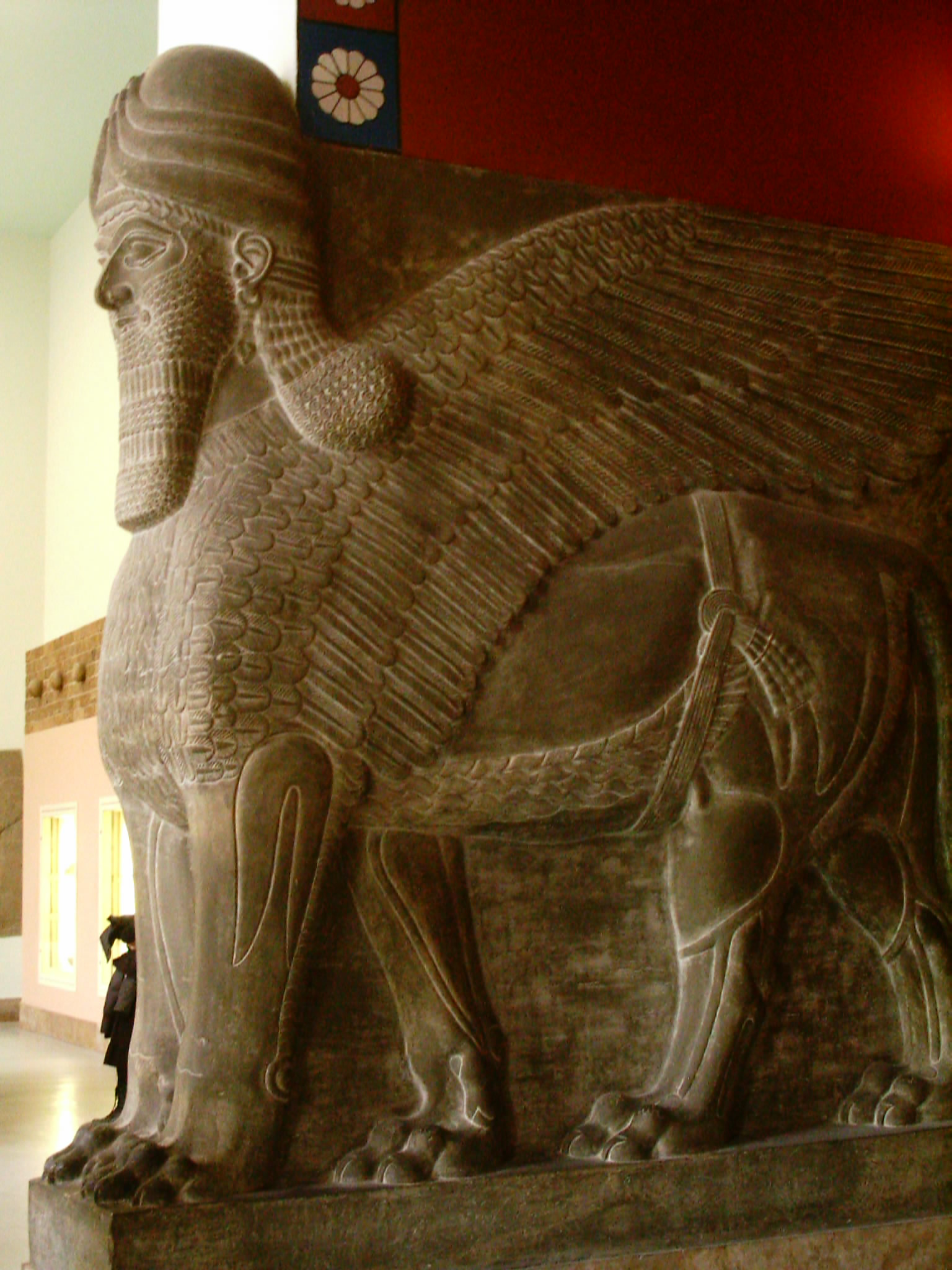
Lamassu, museo de Pérgamo (Berlín).

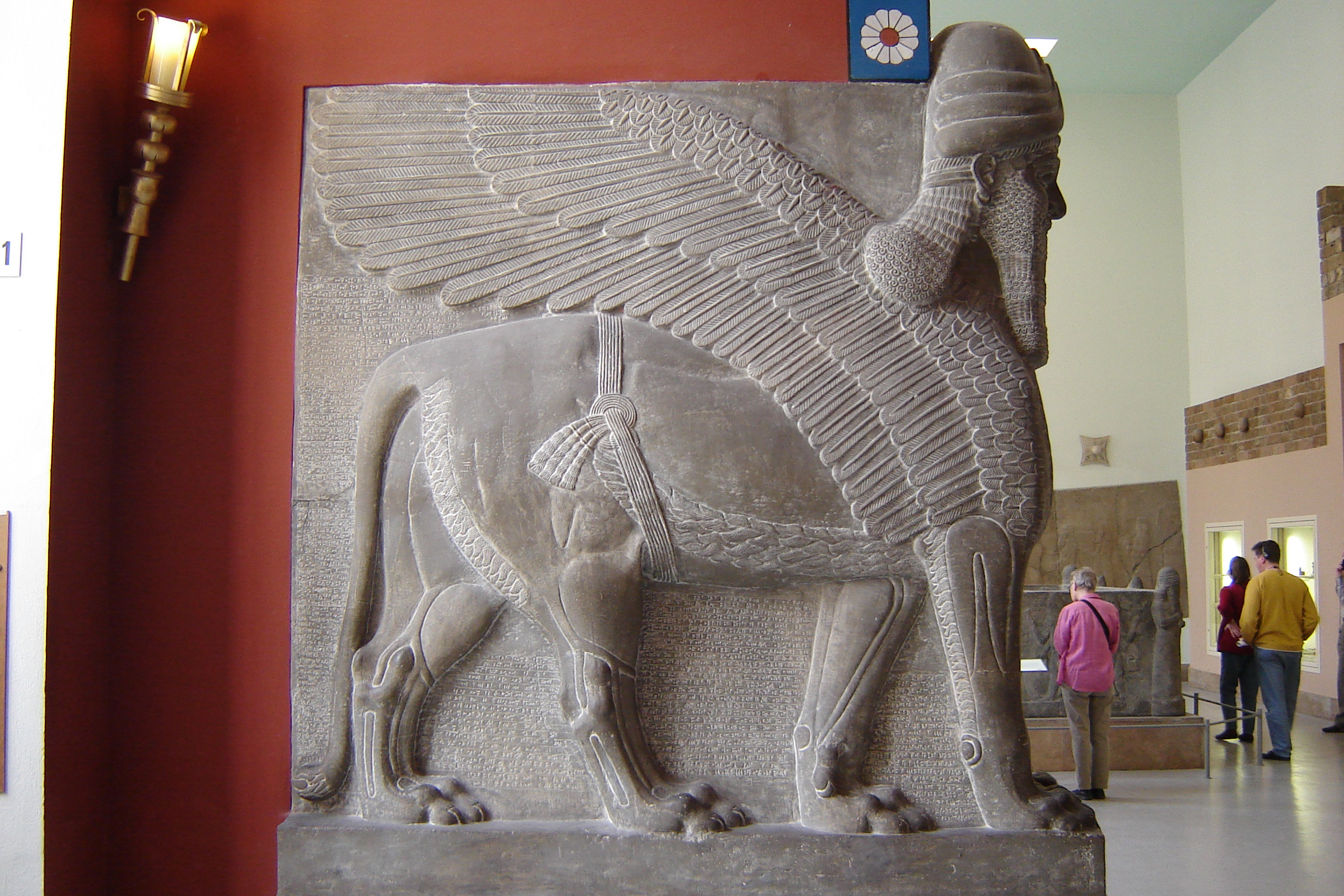
Lamassu, museo de Pérgamo (Berlín).

En la mitología mesopotámica, un lamassu, lamasu, lamasus o shedu (en lengua acadia lamassu (femenino) o šêdu (masculino); en lengua hebrea שד, šed; en cuneiforme AN.KAL; en sumerio dlamma; en acadio kuribu; en babilonio-asirio karabu) es una divinidad protectora, un ser híbrido legendario, principalmente de la mitología asiria, que posee cuerpo de toro o león, alas de águila y cabeza de hombre.
Estos, sobre todo, grandes hombres-toro alados surgen en Asiria como elementos apotropaicos para guardar las puertas de las ciudades o palacios de sus monarcas (generalmente en parejas).
Además de benéficos y protectores para los que los poseyesen, estos toros androcéfalos alados infundían temor y respeto a los espíritus maléficos y a los enemigos. Existía una leyenda según la cual mataban a los que se aproximaban, excepto a los hombres puramente buenos.[cita requerida]

## Iconografía
En el arte, los lamassu eran representados como híbridos, toros o leones alados con la cabeza de un hombre. Estos grandes genios mesopotámicos pueden verse hoy día conservados en museos como el Museo Británico en Londres, Museo del Louvre de París, Museo Nacional de Irak en Bagdad, Museo Metropolitano de Arte de Nueva York, Museo de Pérgamo en Berlín y el Instituto Oriental de Chicago. 
Por lo general, su instauración se atribuye a los antiguos asirios. Los lamassu se situaban en la entrada a la ciudad, por lo que todo el que entraba los veía. Al mirarlos de frente, parecen estar quietos y de lado dan la sensación de que caminan. Si se miran oblicuamente, aparecen representados como si tuviesen cinco patas. Además, son muy altos; por ejemplo, en Dur Sharrukin llegan a medir 4,20 m. Se hacía a propósito, de modo que parecieran poderosos. En ese caso el lamassu se ha utilizado también como un símbolo de poder.
El motivo de un animal alado con cabeza humana es común en Oriente Próximo. Por primera vez apareció en Ebla, alrededor del 3000 a. C. El primer motivo de un lamassu apareció en Asiria durante el reinado de Tiglatpileser. En un período muy posterior, un león alado figuró en la bandera de la República de Venecia, refiriéndose en este caso a San Marcos Evangelista, el santo patrón de Venecia.

## Mitología
El lamassu o shedu es un genio celestial de la mitología mesopotámica: humano por encima de la cintura y toro por debajo de la misma, pero también tiene los cuernos y las orejas de un toro y, con frecuencia, alas. Los toros, en Mesopotamia, se asociaban sobre todo a las corrientes de agua que llevan a la fertilidad, al poder, al estar sobre la tierra, como se aprecia en sus recias pezuñas. Por otra parte, la cabeza humana les dota de inteligencia y la larga barba historiada los liga a las divinidades. La cara esculpida representaba al rey que gobernaba en el momento de levantarse la escultura. Además llevaban una tiara con cuernos (también ligada a la divinidad), cabellera espesa y cinturón (que representa el poder). Por el bajo vientre asomaban escamas de pez, y las alas de águila guardan relación con el sol (al igual que los antiguos egipcios, inspirado por la divinidad solar).
Son seres que recrean el equilibrio entre el cielo, la tierra y el agua, y permiten intermediar entre los hombres y las divinidades. Como espíritus del hogar protegían al pueblo común. Más tarde, durante el período babilónico se convirtieron en protectores de los reyes y se colocaban en las entradas de ciudades o palacios. Los acadios asociaban al dios Papsukkal con Lamassu (vertiente femenina) y al dios Išum con Shedu (vertiente masculina).
Para proteger las casas, los lamassus eran grabados en tablillas de arcilla, que luego eran enterradas bajo el umbral de la puerta. Se colocaban a menudo en pares a la entrada de los palacios y las ciudades, en tamaño colosal. Las entradas solían mirar cada una hacia uno de los puntos cardinales. A veces, también eran motivo de decoración parietal en los palacios neoasirios entre los siglos IX y VII a. C. Esta herencia neoasiria fue recogida posteriormente por el arte persa, donde con algunas variantes se representaron en las entradas monumentales del centro ceremonial de Persépolis. 

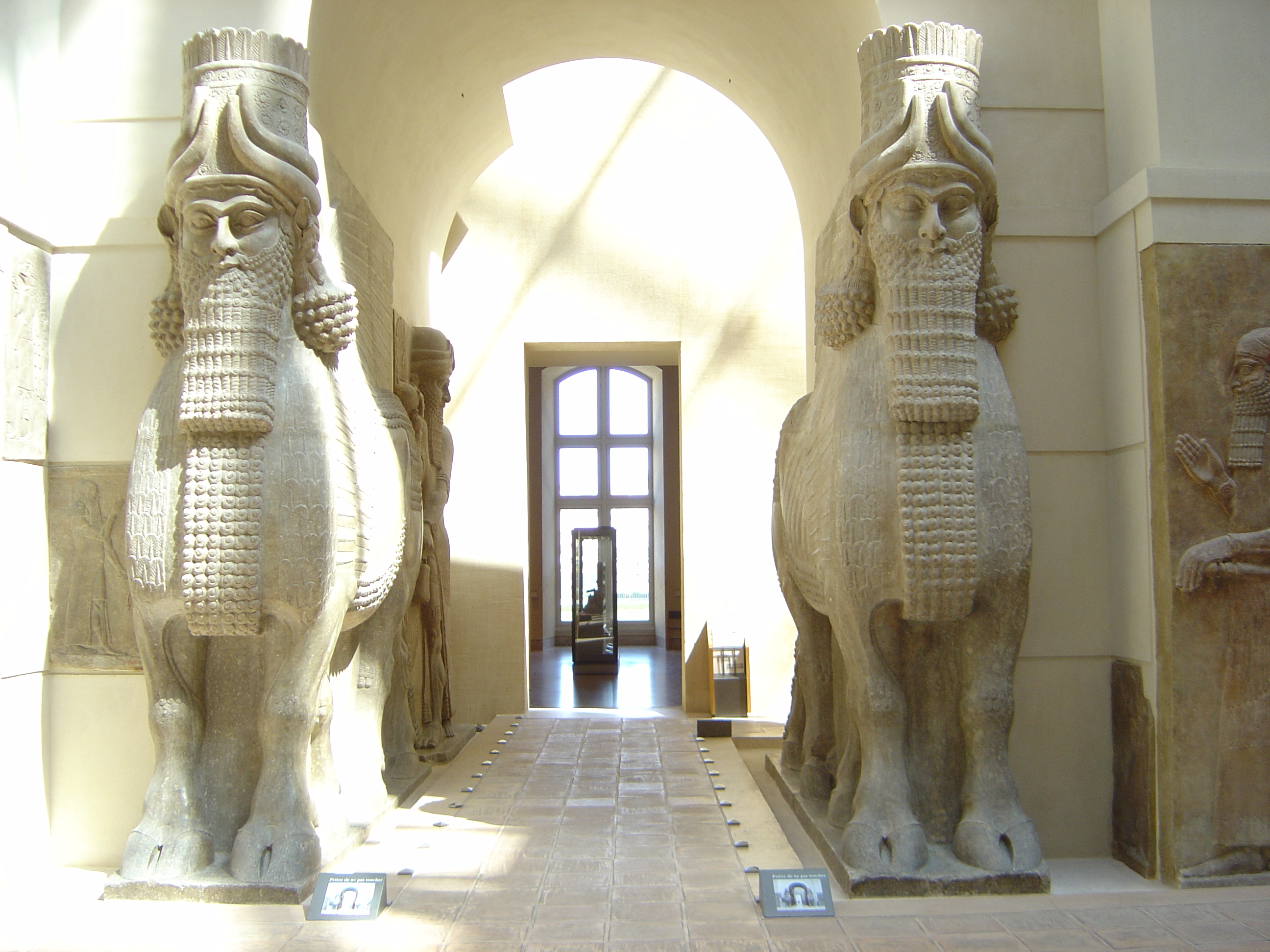
Una de las puertas de Dur Sharrukin, museo del Louvre
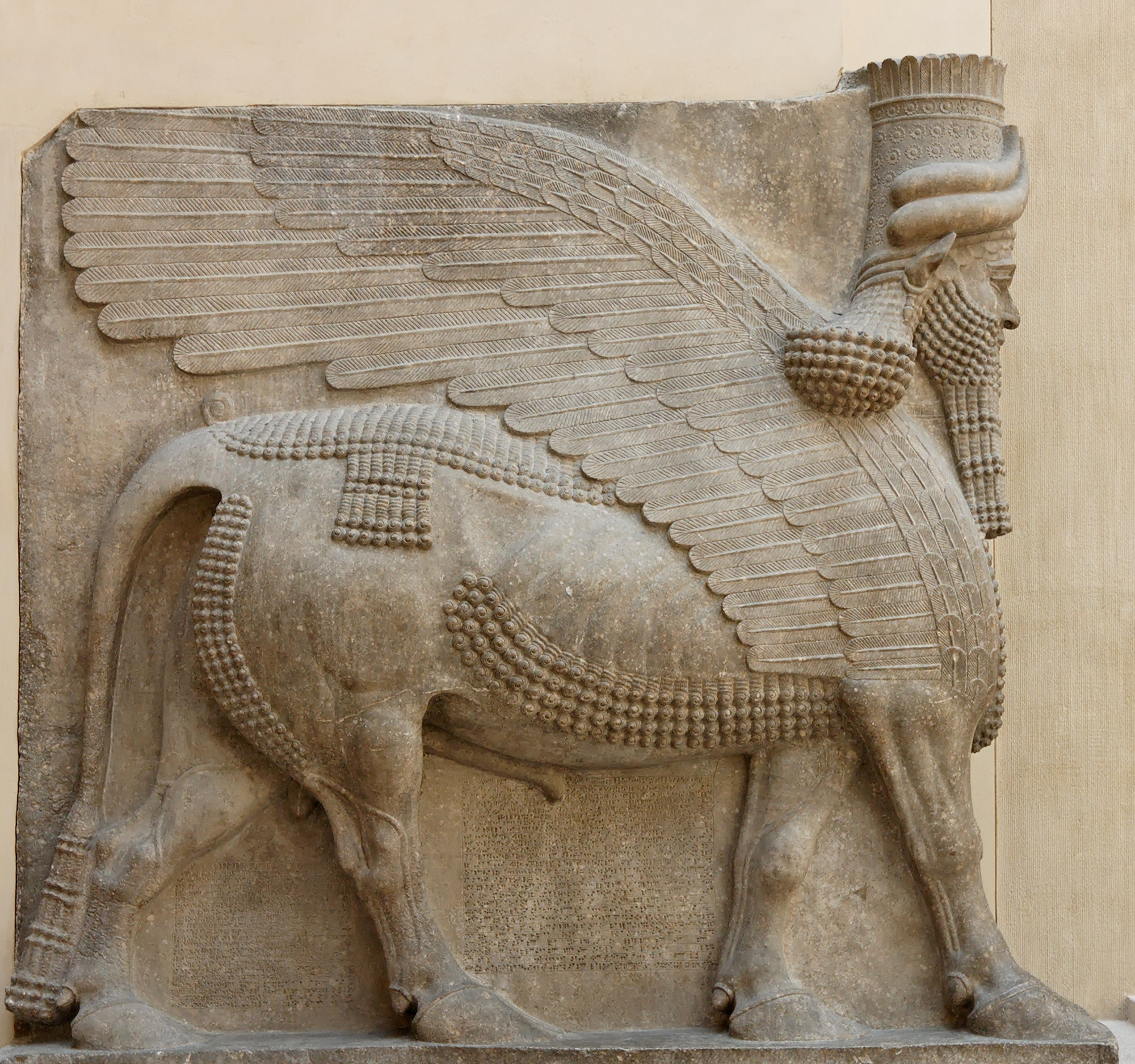
Bajorrelieve que adorna la puerta n°3 de Dur Sharrukin, museo del Louvre
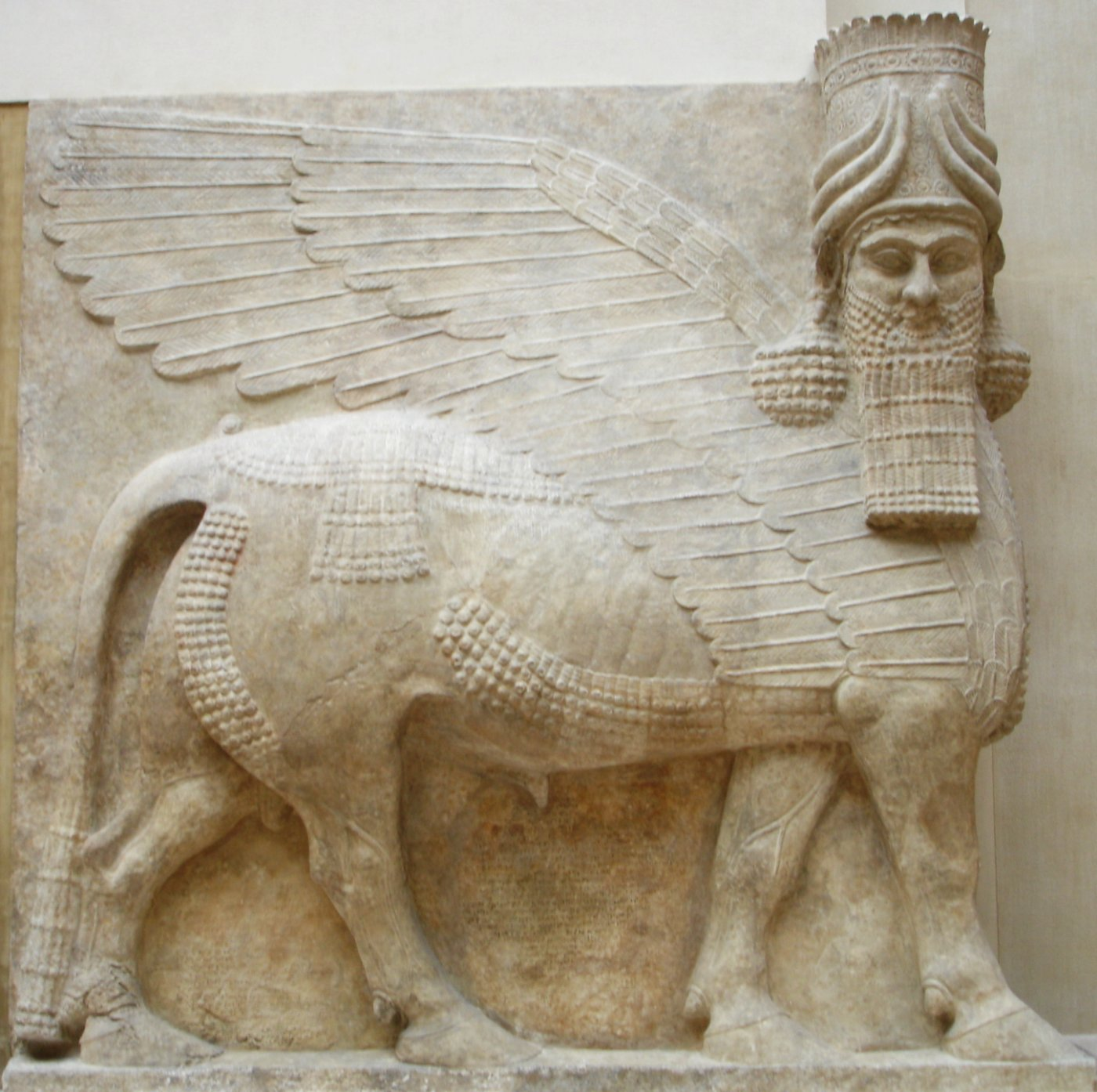
Bajorrelieve del palacio construido por Sargón II en Dur Sharrukin
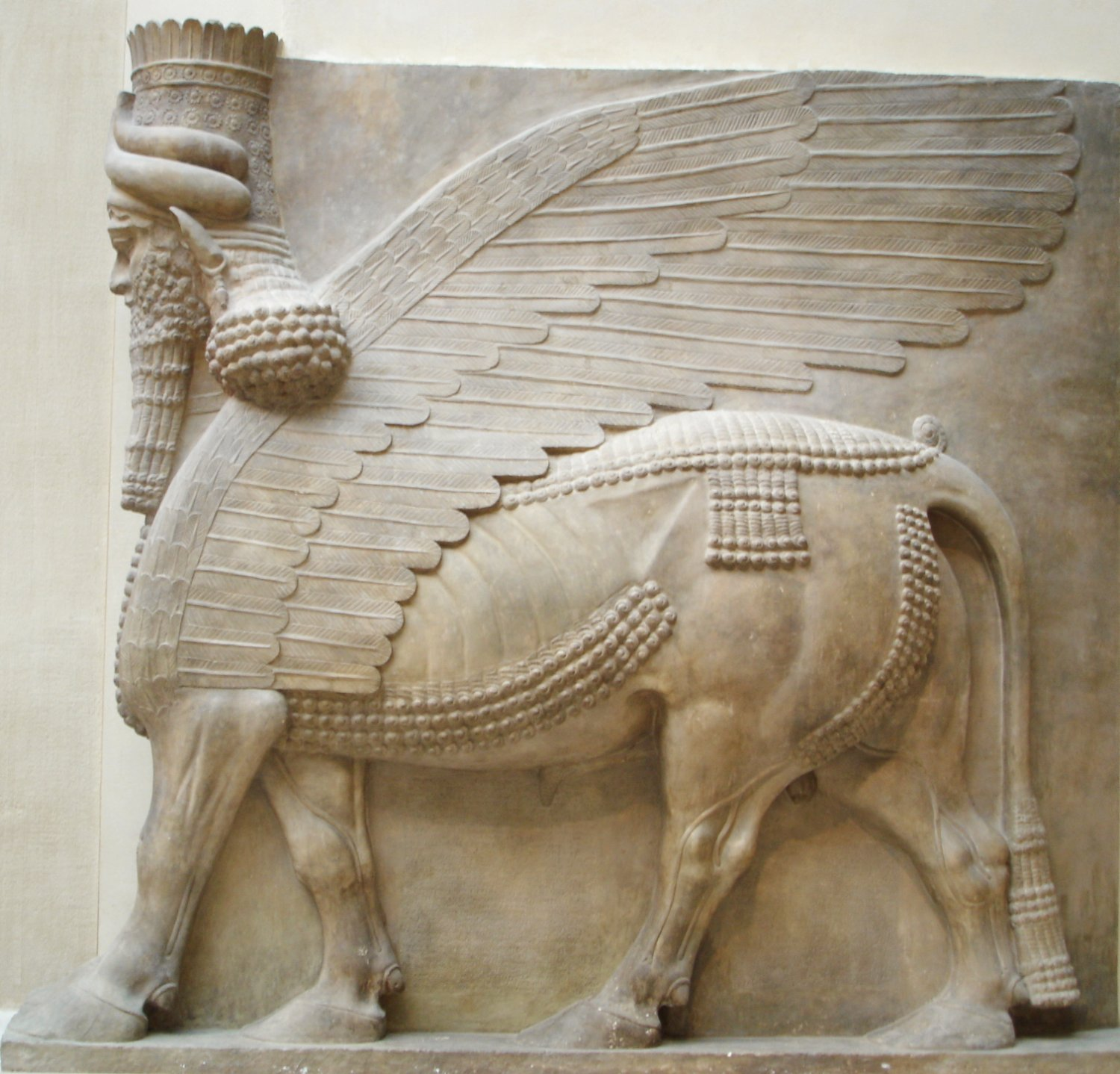
Bajorrelieve del palacio construido por Sargón II en Dur Sharrukin
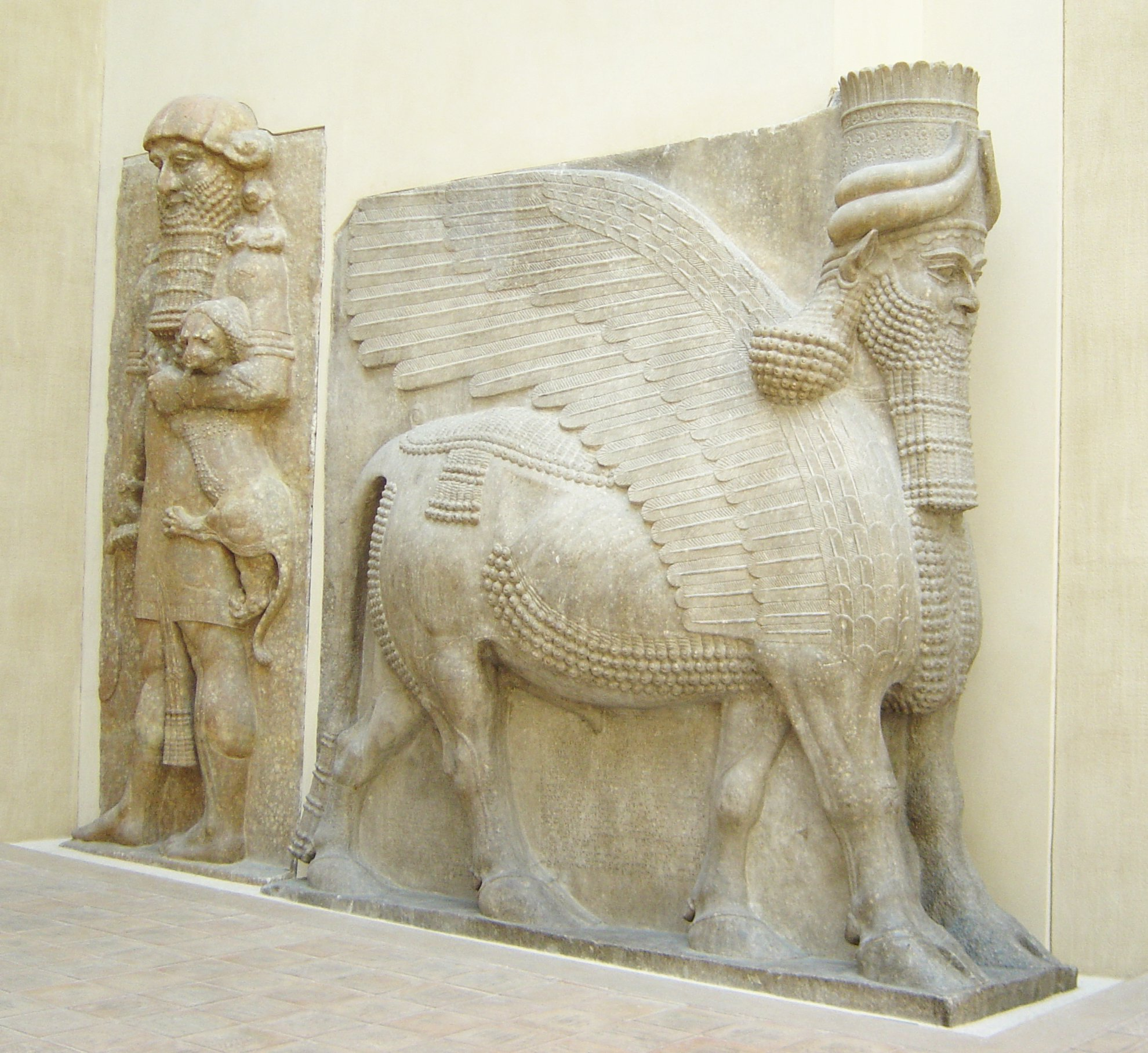
Una de las puertas de Dur Sharrukin, museo del Louvre
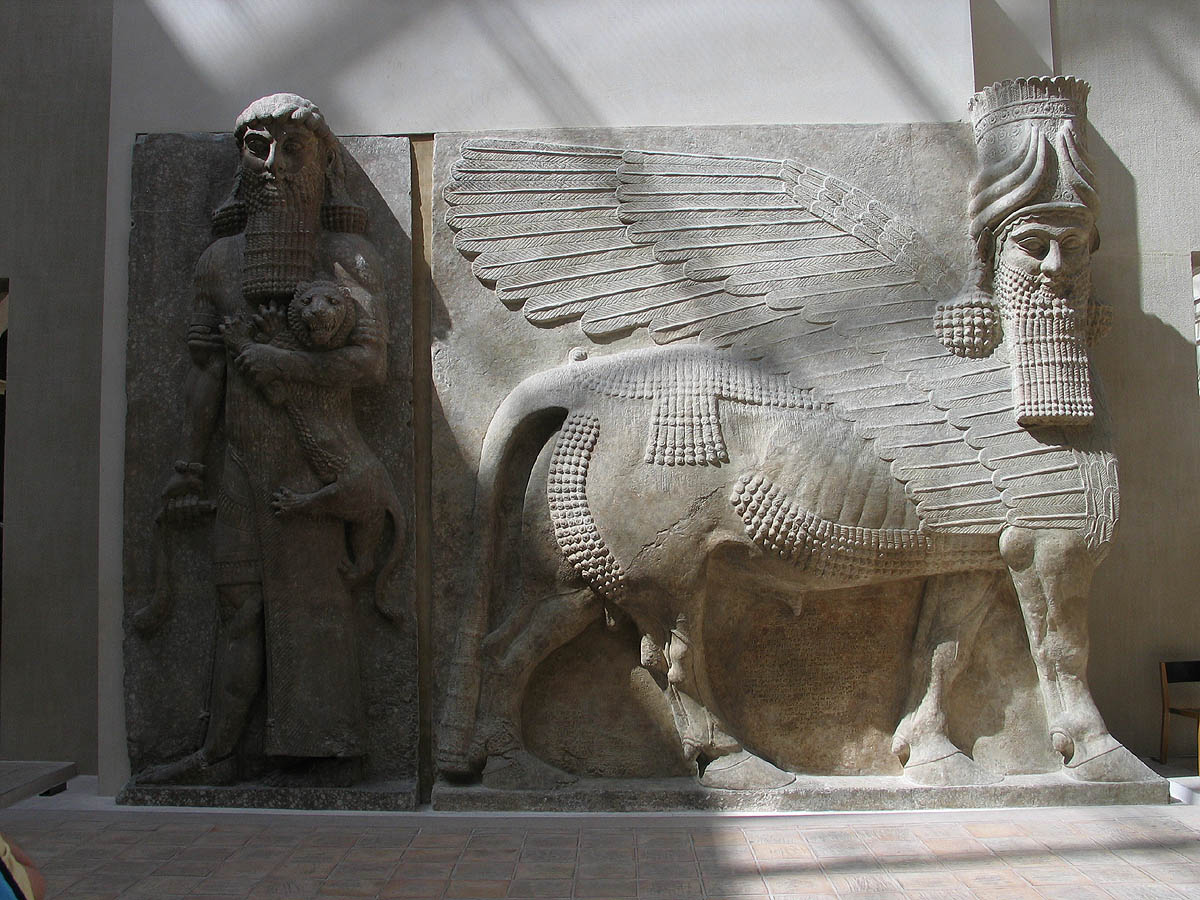
Una de las puertas de Dur Sharrukin, museo del Louvre

## Destrucción delamassusen Irak y Siria
En la guerra civil siria entre rebeldes, el Gobierno de la República Árabe Siria y el autodenominado Estado Islámico de Irak y el Levante, con su extensión en la zona norte de la República de Irak, se dieron destrucciones importantes de algunos de estos monumentos considerados por militantes fundamentalistas islámicos como idolatría; también en Nínive y sus museos, correspondientes a la actual ciudad de Mosul. En su mayoría, estos hechos se han llevado a cabo con sierras, explosivos y otros artefactos.